# Jeannie Linero
Jeannie Linero (augustus 1945) is een Amerikaans actrice, die te zien was als Lucy Mancini in The Godfather en The Godfather Part III. In 1975 speelde ze Suzy Marta Rocket in de televisieserie Hot L Baltimore. Ook speelde ze vele rollen in andere televisieseries.

## Filmografie
- The Godfather Trilogy: 1901-1980 (video, 1992) - Lucy Mancini
- The Godfather Part III (1990) - Lucy Mancini
- Hunter (televisieserie) - Irena (afl. Fagin 1986, 1986)
- Hill Street Blues (televisieserie) - Mrs. Maria Perez (2 afl., 1983, 1985)
- Berrenger's (televisieserie) - Ana Morales (afl. onbekend, 1985)
- Blue Thunder (televisieserie) - Madame Eva Parada (afl. Skydiver, 1984)
- Mama's Family (televisieserie) - Zenada (afl. Alien Marriage, 1983)
- Disneyland (televisieserie) - Painted Lady (afl. The Cherokee Trail, 1981)
- The Cherokee Trail (televisiefilm, 1981) - Painted Lady
- Archie Bunker's Place (televisieserie) - Serveerster (afl. Harry's Investment, 1981)
- Sanford (televisieserie) - The Woman (afl. Cal's Diet: Part Two, 1980)
- Gaucho (televisiefilm, 1978) - Rol onbekend
- Welcome Back, Kotter (televisieserie) - Spaanse vrouw (afl. Barbarino's Boo-Boo, 1978)
- Heaven Can Wait (1978) - Lavinia
- The Godfather Saga (miniserie, 1977) - Lucy Mancini
- Laverne & Shirley (televisieserie) - Estelle (afl. Guilty Until Proven Not Innocent, 1977)
- Flush (1977) - Lola
- All in the Family (televisieserie) - Supermarktbediende (afl. The Unemployment Story: Part 2, 1976)
- Baretta (televisieserie) - Marisa Delgado (afl. The Ninja, 1976)
- Chico and the Man (televisieserie) - Liz Garcia, RN (4 afl., 1975, 3 keer 1976)
- Hot L Baltimore (televisieserie) - Suzy Marta Rocket (afl. onbekend, 1975
- Maude (televisieserie) - Sally (afl. Walter's Problem: Part 1, 1973)
- All in the Family (televisieserie) - Serveerster (afl. Edith's Problem, 1972)
- The Godfather (1972) - Lucy Mancini
- All in the Family (televisieserie) - Verpleegster (afl. Archie Gives Blood, 1971)